# غرين آند غرين
غرين آند غرين شركة معمارية أمريكية، أنشئت في أوائل القرن العشرين، من قبل الاخوة تشارلز سمنر غرين (1868-1957) وهنري ماثر غرين (1870-1954)، تنشط أعمالها في المقام الأول في ولاية كاليفورنيا.

## نبذة
المعماري الأخوه تشارلز وهنري غرين الأخوة تشارلز سمنر غرين وهنري غرين من أشهر المعماري حركة الأرت نوفو بأمريكا
التحقا بمدرسة التدريب اليدوي من جامعة واشنطن في عام 1883 و 1884 درسوا النجارة والحدادة ومن ثم درسا في كلية الهندسة المعمارية من معهد ماساتشوستس للتكنولوجيا، في فترة الدراسة كنا يعيشا في شقة صغيرة سيئة التهوية ولان والدهم طبيب كان قلقا جدا عليهما لحاجتهم إلى أشعة الشمس ونشر الهواء النقي. وكانت أهمية هذه العناصر لتأثر على مجال عملهم.
ثم في عام 1893 انتقلا إلى كاليفورنيا وفي خلال انتقالهم توقفوا في معرض في العالم الكولومبي بشيكاغو شاهدو للمرة الأولى نماذج العمارة اليابانية فأعجبا بأسلوب البناء وأصبح تأثيره قوي على تصميماتهم.
و في عام 1902 أنشئا شركة الهندسة المعمارية من غرين وغرين التي كانت تركيز بشكل أساسي على تصميم المباني السكنية.
من أهم أعمالهم: منزل غامبل، منزل روبورت رو بلاكر، منزل توماس غولد، منزل سبينكس، منزل تورسن.